# Stauntonia
Genre
Classification APG III (2009)
Stauntonia est un genre de plantes à fleurs de la famille des Lardizabalacées. Ce sont essentiellement des lianes originaires d'Asie.

## Description
Le genre a les caractéristiques suivantes :
- il s'agit exclusivement de lianes au feuillage persistant, lianes pouvant atteindre une dimension importante (30 m pour Stauntonia yaoshanensis)
- les feuilles sont alternes (caractéristique de la famille) mais sont palmatiséquées ou trifoliolées) ; le nombre de folioles est de 3 à 9
- il s'agit de plantes généralement monoïques, mais parfois aussi dioïques
- les inflorescences sont paniculées, racémées et axillaires, de moins de dix fleurs
- les fleurs ont un calice de six sépales subimbriqués lancéolés et généralement monoïques
- les pétales sont généralement absents sauf pour les espèces qui ont été classées par Joseph Decaisne dans le genre Parvatia dont une des caractéristiques est la présence de pétales nectarifères[2]
- les étamines des fleurs mâles sont au nombre de six et adhérentes en une colonne staminale, avec ovaires abortives
- les fleurs femelles possèdent trois carpelles libres et six staminodes
- les ovules sont disposés en deux rangées parallèles au sein du carpelle de part et d'autre de sa suture
- le fruit est un follicule déhiscent, cylindrique, de 5 à 10 cm de long, rempli d'une pulpe blanche translucide, souvent seul ou en paire
- la graine, ovoïde, est plus ou moins aplatie.

## Historique
Augustin Pyrame de Candolle décrit une première fois en 1818 ce genre à partir d'un exemplaire de l'herbier de Sir Joseph Banks : Stauntonia chinensis ; le nom du genre est dédié à Sir George Leonard Staunton qui accompagna Lord George Macartney dans son ambassade en Chine.
Le genre est porté à son maximum d'espèces par William Botting Hemsley en 1907 par inclusion des genres Holboellia, et Parvatia.
Mais dès 1913, Alfred Rehder et Ernest Henry Wilson distinguent à nouveau les genres Holboellia et Stauntonia alors que François Gagnepain, dès 1908, rétablit aussi le genre Parvatia.

## Position taxinomique
Les genres Holboellia, Stauntonia et Parvatia de la famille des Lardizabalacées sont en très étroite relation. Cette proximité que soulignent les caractères végétatifs, a conduit à des fusions puis défusions de ces trois genres selon l'importance attachée à certains caractères ou non. Les études phylogénétiques récentes restent insuffisamment précises sur ce point : la plus complète à l'heure actuelle – dix espèces étudiées pour l'ensemble des trois genres -, celle de Wang Feng et al., semble conduire à une fusion des trois genres, sauf découverte d'autres caractères discriminants.
Le choix de les réunir ou séparer relève donc actuellement de considérations sur des différences de caractères botaniques assez ténues. Ces caractères – en séparant les genres - se résument ainsi :
| Caractéristique      | Holboellia                                               | Parvatia                         | Stauntonia                       |
| -------------------- | -------------------------------------------------------- | -------------------------------- | -------------------------------- |
| Étamines             | Libres                                                   | Soudées en une colonne staminale | Soudées en une colonne staminale |
| Pétales nectarifères | Présents                                                 | Présents                         | Absents                          |
| Feuilles             | Pennées à 3 folioles ou palmatiséquées de 3 à 9 folioles | Pennées à 3 folioles             | Palmatiséquées de 3 à 9 folioles |

Dans l'attente d'une clarification – le genre Holboellia actuel ne semble pas monophyllétique – les genres sont conservés ici.

## Liste des espèces
Les espèces de ce genre, qui en comprend le plus grand nombre dans la famille des Lardizabalacées, sont issues d'une synthèse[Par qui ?] entre les index The plant liste et de la synthèse précise de Chen Dezhao et Tatemi Zhimizu (les espèces maintenues dans le genre sont en caractère gras) :
- Stauntonia alata Merr. (1934) : voir : Stauntonia decora (Dunn) C.Y.Wu ex S.H.Huang
- Stauntonia angustifolia Wall. (1830) : voir Holboellia latifolia Wall.
- Stauntonia brachyanthera Hand.-Mazz. (1921) – synonyme : Stauntonia dielsiana Y.C.Wu
  - Stauntonia brachyanthera var. minor Diels ex Y.C.Wu (1936) : voir Stauntonia obovatifoliola subsp. urophylla (Hand.-Mazz.) H.N.Qin
- Stauntonia brachybotrya T.C.Chen (2001) : voir Stauntonia obovatifoliola subsp. urophylla Hand.-Mazz.
- Stauntonia brevipes Hemsl. (1907) : voir Holboellia coriacea Diels
- Stauntonia brunoniana (Wall. ex Decne.) Hemsl. (1907) – synonymes : Parvatia brunoniana Wall. ex Decne., Stauntonia trifoliata Griff.
- Stauntonia cavalerieana Gagnep. (1908)
- Stauntonia chinensis DC. (1817) – synonyme : Stauntonia hainanensis T.C.Chen
- Stauntonia conspicua R.H.Chang (1987)
- Stauntonia crassipes T.C.Chen (2001) : voir Stauntonia trinervia Merr.
- Stauntonia decora (Dunn) Y.C.Wu ex S.H.Huang (1979) – synonymes : Parvatia decora Dunn, Stauntonia alata Merr., Stauntonia sinii Diels ex Y.C.Wu
- Stauntonia dielsiana Y.C.Wu (1936) : voir Stauntonia brachyanthera Hand.-Mazz.
- Stauntonia duclouxii Gagnep. (1908)
- Stauntonia elliptica Hemsl. (1907) - Voir Parvatia brunoniana var. elliptica (Hemsl.) H.N.Qin
- Stauntonia filamentosa Griff. (1854) – synonyme : Parvatia filamentosa (Griff.) Gagnep.
- Stauntonia formosana Hayata (1919) : voir Stauntonia obovata Hemsl.
- Stauntonia glauca Merr. & F.P.Metcalf (1937)
- Stauntonia hainanensis T.C.Chen (2001) : voir Stauntonia chinensis DC.
- Stauntonia hebandra Hayata (1919) : voir Stauntonia obovata Hemsl.
  - Stauntonia hebandra var. angustata Y.C.Wu (1936) : voir Stauntonia obovata var. angustata (Y.C.Wu) H.L.Li
- Stauntonia hexaphylla (Thunb.) Decne. (1839) 
  - Stauntonia hexaphylla fo. cordata H.L.Li : voir Stauntonia obovatifolia Hayata"
  - Stauntonia hexaphylla fo. intermedia Y.C.Wu (1936) : voir Stauntonia obovatifoliola subsp. intermedia (Y.C.Wu) T.Chen
  - Stauntonia hexaphylla fo. rotunda H.L.Li (1976) - Voir Stauntonia obovata Hemsl.
  - Stauntonia hexaphylla fo. urophylla (Hand.-Mazz.) Y.C.Wu,  : voir Stauntonia obovatifoliola subsp. urophylla (Hand.-Mazz.) H.N.Qin
  - Stauntonia hexaphylla var. urophylla Hand.-Mazz. (1922) : voir Stauntonia obovatifoliola subsp. urophylla (Hand.-Mazz.) H.N.Qin
- Stauntonia keitaoensis Hayata (1919) : voir Stauntonia obovata Hemsl.
- Stauntonia latifolia Wall. (1830) : voir Holboellia latifolia Wall.
- Stauntonia leucantha Diels ex Wu (1936)
- Stauntonia libera H.N.Qin (1997)
- Stauntonia longipes Hemsl. (1907) : voir Holboellia angustifolia Wall.
- Stauntonia maculata Merr. (1934)
- Stauntonia obcordatilimba C.Y.Wu & S.H.Huang (1979)
- Stauntonia obovata Hemsl. (1907) – synonymes : Holboellia obovata (Hemsl.) Chun, Stauntonia formosana Hayata, Stauntonia hebandra Hayata, Stauntonia hexaphylla fo. rotunda H.L.Li, Stauntonia keitaoensis Hayata
  - Stauntonia obovata var. angustata (Y.C.Wu) H.L.Li
- Stauntonia obovatifoliola Hayata (1919) – synonyme : Stauntonia hexaphylla fo. cordata H.L.Li
  - Stauntonia obovatifoliola subsp. intermedia (Y.C.Wu) T.C.Chen (2001) – synonyme : Stauntonia hexaphylla fo. intermedia Y.C.Wu
  - Stauntonia obovatifoliolia var. pinninervis Hayata (1919) : voir Stauntonia obovatifolia Hayata
  - Stauntonia obovatifoliola subsp. urophylla (Hand.-Mazz.) H.N.Qin (1997) – synonymes : Stauntonia brachybotrya T.C.Chen, Stauntonia hexaphylla fo. urophylla (Hand.-Mazz.) Y.C.Wu, Stauntonia hexaphylla var. urophylla Hand.-Mazz.
- Stauntonia oligophylla Merr. & Chun (1940)
- Stauntonia parviflora Hemsl. (1907) :- voir Holboellia parviflora (Hemsl.) Gagnep.
- Stauntonia pseudomaculata C.Y.Wu & S.H.Huang (1979)
- Stauntonia purpurea Y.C.Liu & F.Y.Lu -(1978)
- Stauntonia racemosa Chatterjee (1948)
- Stauntonia sinii Diels ex Y.C.Wu (1936) : voir Stauntonia decora (Dunn) Y.C.Wu ex S.H.Huang
- Stauntonia trifoliata Griff. (1854) : voir Stauntonia brunoniana (Wall. ex Decne.) Hemsl.
- Stauntonia trinervia Merr. (1934) – synonyme : Stauntonia crassipes T.C.Chen
- Stauntonia yaoshanensis F.N.Wei & S.L.Mo (1983 )

Selon Tropicos (3 août 2013) (Attention liste brute contenant possiblement des synonymes) :
- Stauntonia alata Merr.
- Stauntonia angustifolia Wall.
- Stauntonia brachyanthera Hand.-Mazz.
- Stauntonia brachybotrya T.C. Chen
- Stauntonia brevipes Hemsl.
- Stauntonia brunoniana (Decne.) Hemsl.
- Stauntonia cavalerieana Gagnep.
- Stauntonia chinensis DC.
- Stauntonia conspicua R.H. Chang
- Stauntonia crassipes T. Chen
- Stauntonia decora (Dunn) C.Y. Wu ex S.H. Huang
- Stauntonia dielsiana Y.C. Wu
- Stauntonia duclouxii Gagnep.
- Stauntonia elliptica Hemsl.
- Stauntonia formosana Hayata
- Stauntonia glauca Merr. & F.P. Metcalf
- Stauntonia hainanensis T. Chen
- Stauntonia hebandra Hayata
- Stauntonia hexaphylla Decne.
- Stauntonia keitaoensis Hayata
- Stauntonia leucantha Y.C. Wu
- Stauntonia libera H.N. Qin
- Stauntonia longipes Hemsl.
- Stauntonia maculata Merr.
- Stauntonia obcordatilimba C.Y. Wu & S.H. Huang
- Stauntonia obovata Hemsl.
- Stauntonia obovatifoliola Hayata
- Stauntonia oligophylla Merr. & Chun
- Stauntonia parviflora Hemsl.
- Stauntonia pseudomaculata C.Y. Wu & S.H. Huang
- Stauntonia purpurea Y.C. Liu & F.Y. Lu
- Stauntonia trifoliata Griff.
- Stauntonia trinervia Merr.
- Stauntonia yaoshanensis F.N. Wei & S.L. Mo

## Distribution
Ce genre est originaire  d'Asie de l'Est : Chine, Inde, Japon, Myanmar, Viêt Nam.
Son utilisation ornementale l'a assez largement répandu dans les pays à climat tempéré.

## Utilisation
Les fruits des espèces de ce genre sont comestibles (pulpe).
L'usage de liane ornementale de quelques espèces commence à se répandre.